# Соценко, Александр Никитович
Александр Никитович Соценко (13.07.1924 — 09.05.1944) — сапёр 70-го гвардейского стрелкового полка 24-й гвардейской стрелковой дивизии 2-й гвардейской армии 4-го Украинского фронта, гвардии красноармеец. Герой Советского Союза.

## Биография
Родился 13 июля 1924 года в селе Чалбасы (ныне Виноградово Алёшковского района Херсонской области Украины) в крестьянской семье. Украинец. Образование неполное среднее.
В Красной армии с ноября 1943 года. В действующей армии с декабря 1943 года.
Сапёр 70-го гвардейского стрелкового полка гвардии красноармеец Александр Соценко утром 9 мая 1944 года с группой бойцов переправился через Северную бухту в город Севастополь. Отражая контратаки противника, группа продвигалась в город. Врагу был нанесён значительный урон в живой силе. В этом бою погиб. Похоронен на мысе Кордон в городе-герое Севастополе.
Указом Президиума Верховного Совета СССР от 24 марта 1945 года за образцовое выполнение боевых заданий командования на фронте борьбы с немецко-вражеским захватчиками и проявленные при этом мужество и героизм гвардии красноармейцу Соценко Александру Никитовичу посмертно присвоено звание Героя Советского Союза.
Награждён орденом Ленина.
Именем Героя названы Виноградовская школа и улица (девятый квартал).